# Mary Rowlandson

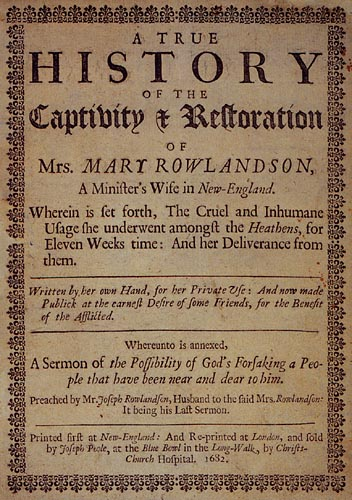
Portada del libro La verdadera historia sobre la cautividad y restitución de la Sra. Mary Rowlandson, de Mary Rowlandson.

Mary Rowlandson (c.1637-1711) fue una mujer que vivió en la Nueva Inglaterra colonial, y que escribió una vívida descripción de los tres meses que sufrió como prisionera de los nativos americanos. Su libro corto, A Narrative of the Captivity and Restoration of Mrs. Mary Rowlandson (Historia del cautiverio y restitución de la señora Mary Rowlandson), es considerado un trabajo seminal en el género literario estadounidense de las narrativas de cautiverio. Pasó por cuatro reimpresiones en 1682 y fue muy leído tanto en Nueva Inglaterra como en Inglaterra, por lo que algunos lo consideran el primer "éxito de ventas" estadounidense.

## Biografía
Mary White nació en Somerset, Inglaterra en 1637 y su familia marchó en algún momento antes de 1650 a Nueva Inglaterra, instalándose en Massachusetts, primero en Salem y luego en Lancaster, donde Mary se casó en 1656 con el reverendo Joseph Rowlandson. Tuvieron cuatro hijos, aunque su primera hija murió muy niña. Al amanecer del 10 de febrero de 1676, durante la Guerra del rey Felipe, Lancaster fue atacada por los indios, trece personas fueron muertas y al menos veinticuatro llevadas cautivas, muchas heridas, entre las cuales Mary junto a sus tres hijos, Joseph, Mary y Sarah. Por casi noventa días se vio forzada a acompañar a sus secuestradores al tiempo que avanzaban por el bosque, bajo lo que ella describió como condiciones terribles, ya que estos iban efectuando más incursiones e intentaban eludir a la milicia inglesa. La autora describe la odisea en veinte "acampadas" distintas, hasta que fue finalmente reunida con su marido. Fue liberada por John Hoar de Concord en Redemption Rock, Princeton, el 2 de mayo de 1676 al pagar su rescate de veinte libras, recaudadas por las mujeres de Boston mediante suscripción pública. Para entonces, había sufrido hambre, heridas y depresión, su hija Sarah, de seis años, había muerto de sus heridas y sus otros dos hijos separados de ella; a pesar de todo lo sufrido, Rowlandson había encontrado serenidad en la lectura de la Biblia. El texto de su relato está repleto de versos y referencias bíblicas describiendo condiciones similares a las suyas y de gratitud a Dios por haberla salvado.
En 1677 los Rowlandson se mudaron a Whetersfield, Connecticut donde Joseph fue nombrado pastor en abril. Allí murió en noviembre de 1678 y los funcionarios de la iglesia otorgaron a su viuda una pensión de treinta libras anuales. Mary se mudó con sus hijos a Boston, donde publicó en 1682 su relato. El 6 de agosto de 1679 se había casado con el capitán Samuel Talcott y tomó su apellido. Mary murió el 5 de enero de 1711, más de dieciocho años después que su segundo cónyuge.

## Obra
El libro de Rowlandson, publicado en 1682 en Cambridge, Massachusetts, y Londres, Inglaterra sirvió como modelo para muchas otras historias del género mientras la comunidad emergente estadounidense desarrollaba, sobre todo a partir de la Guerra del rey Felipe, tensión y un sentimiento de "nosotros contra el otro" (en este caso, la población aborigen norteamericana), que a menudo desembocaba en violenta confrontación. De acuerdo a estos hechos, es la fuerza de carácter de los puritanos estadounidenses, inmersos en la religión y la idea de Divina Providencia, lo que les ayuda a sobrevivir en el "salvajismo" (un término empleado con frecuencia por Rowlandson). Al mismo tiempo, les protege cuando se ven obligados a acomodarse a las condiciones de Norteamérica a través de un proceso de aculturación y aprendizaje de la cultura nativa y su mayor conocimiento del medio. Al igual que los demás colonos puritanos, Mary Rowlandson parece ver a los nativos y su cultura más como parte del bosque que como seres humanos. Aunque temía e injuriaba a los indios, narra que "ninguno de ellos me ofreció el menor abuso de falta de castidad en palabras o acciones", en otras palabras, sus captores indios nunca la abusaron sexualmente ni la violaron. Aunque describió sus experiencias como terribles y repulsivas, procuró adaptarse y sobrevivir, recolectando alimento por sí misma, tolerando los senderos indios y haciendo ropa para la tribu. Al llevar su terrible y dura experiencia al papel, Rowlandson se convirtió en la predecesora de un género que tendría su auge un siglo más tarde y que serviría de fuente de información para autores como James Fenimore Cooper, entre otros.
La autora creía que todo lo que representaba el mal en la vida del hombre era producto de un castigo divino por desafiar a la providencia, creencia muy arraigada en la fe puritana del momento. Desde esta óptica, el ataque indio a la aldea de Lancaster y la muerte de docenas de personas en ambos bandos- el nativo y el inglés- no era más que el catastrófico desenlace tras la ruptura del hombre con la voluntad de Dios, lo que se conoció como la "Jeremiada norteamericana" (American Jeremiad), característicamente puritana.